# Basquetebol nos Jogos Pan-Americanos de 2019 - Masculino
O torneio masculino de basquetebol nos Jogos Pan-Americanos de 2019 foi realizado entre 31 de julho e 4 de agosto no Coliseo Eduardo Dibós. Oito equipes participaram do evento.

## Medalhistas
|  | ARG Argentina |  | PUR Porto Rico |  | USA Estados Unidos |
|  | Agustín Caffaro Luca Vildoza Luis Scola Facundo Campazzo Nicolás Laprovíttola Nicolás Brussino Máximo Fjellerup Marcos Delía Gabriel Deck Lucio Redivo Patricio Garino Tayavek Gallizzi |  | Christian Pizarro Joseph Soto Devon Collier Isaiah Manderson Iván Gandía Benito Santiago Jr. Justin Reyes Emmanuel Ándujar Isaac Sosa Gilberto Clavell Derek Reese Christopher Brady |  | Collin Gillespie Andre Reeves Ty-Shon Alexander Myles Cale David Duke Jr. Mustapha Heron Jermaine Samuels Jr. Myles Powell Alpha Diallo Tyler Wideman Junathaen Watson Geoffrey Groselle |

## Formato
As oito equipes foram divididas em dois grupos de quatro equipes. Cada equipe enfrentou as outras equipes do mesmo grupo, totalizando três jogos. As duas primeiras colocadas de cada grupo se classificaram as semifinais e as restantes para jogos de definição do quinto e do sétimo lugar. Nas semifinais, as vencedoras disputaram a medalha de ouro e as perdedoras a de bronze.

## Primeira fase
|  | Equipes classificadas à fase final          |
|  | Equipes classificadas à disputa de 5º lugar |
|  | Equipes classificadas à disputa de 7º lugar |

Todas as partidas seguem o fuso horário local (UTC-5).

### Grupo A
| Equipe                   | J | V | D | PF  | PC  | Dif | Pts |
| ------------------------ | - | - | - | --- | --- | --- | --- |
| ARG Argentina            | 3 | 2 | 1 | 268 | 234 | +34 | 5   |
| DOM República Dominicana | 3 | 2 | 1 | 345 | 220 | +25 | 5   |
| URU Uruguai              | 3 | 1 | 2 | 194 | 246 | -52 | 4   |
| MEX México               | 3 | 1 | 2 | 194 | 201 | -7  | 4   |

| 31 de julho de 2019 18:00 | Relatório | Argentina                                    | 102–65 | Uruguai                                                                      |  | Coliseo Eduardo Dibos, Lima Árbitros: Steven Anderson (USA) |  |
| 31 de julho de 2019 18:00 | Relatório | Placar por quarto: 27–2, 24–15, 22–27, 29–21 |        |                                                                              |  | Coliseo Eduardo Dibos, Lima Árbitros: Steven Anderson (USA) |  |
| 31 de julho de 2019 18:00 | Relatório | Pts: Deck 23 Rbts: Scola 8 Asts: Scola 4     |        | Pts: Parodi 11 Rbts: Quatro jogadores 3 Asts: Parodi, Rodríguez, Wachsmann 2 |  | Coliseo Eduardo Dibos, Lima Árbitros: Steven Anderson (USA) |  |

| 31 de julho 21:00 | Relatório | México                                                | 61–65 | República Dominicana                                                 | OT | Coliseo Eduardo Dibós, Lima Árbitros: Jorge Vázquez (PUR) |  |
| 31 de julho 21:00 | Relatório | Placar por quarto: 6–20, 13–13, 22–14, 14–8, OT: 6–10 |       |                                                                      | OT | Coliseo Eduardo Dibós, Lima Árbitros: Jorge Vázquez (PUR) |  |
| 31 de julho 21:00 | Relatório | Pts: Estrada 18 Rbts: Gutiérrez 9 Asts: Estrada 5     |       | Pts: Rojas, Suero 13 Rbts: Santos, Vargas 6 Asts: Quatro jogadores 1 | OT | Coliseo Eduardo Dibós, Lima Árbitros: Jorge Vázquez (PUR) |  |

| 1 de agosto 13:30 | Relatório | República Dominicana                                     | 97–102 | Argentina                                            | OT | Coliseo Eduardo Dibós, Lima Árbitros: Jorge Vázquez (PUR) |  |
| 1 de agosto 13:30 | Relatório | Placar por quarto: 18–21, 19–22, 18–23, 32–21, OT: 10–15 |        |                                                      | OT | Coliseo Eduardo Dibós, Lima Árbitros: Jorge Vázquez (PUR) |  |
| 1 de agosto 13:30 | Relatório | Pts: De León 21 Rbts: Montero 8 Asts: Montero 3          |        | Pts: Deck 24 Rbts: Campazzo, Deck 6 Asts: Campazzo 7 | OT | Coliseo Eduardo Dibós, Lima Árbitros: Jorge Vázquez (PUR) |  |

| 1 de agosto de 2019 18:00 | Report | México                                        | 61–72 | Uruguai                                    |  | Coliseo Eduardo Dibos, Lima Árbitros: Michael Weiland (CAN) |  |
| 1 de agosto de 2019 18:00 | Report | Placar por quarto: 12–19, 12–11, 22–14, 15–28 |       |                                            |  | Coliseo Eduardo Dibos, Lima Árbitros: Michael Weiland (CAN) |  |
| 1 de agosto de 2019 18:00 | Report | Pts: Zesati 19 Rbts: Zesati 6 Asts: Estrada 2 |       | Pts: Rojas 19 Rbts: Rojas 5 Asts: Parodi 4 |  | Coliseo Eduardo Dibos, Lima Árbitros: Michael Weiland (CAN) |  |

| 2 de agosto de 2019 10:30 | Relatório | Uruguai                                                   | 57–83 | República Dominicana                                  |  | Coliseo Eduardo Dibos, Lima Árbitros: Jorge Vazquez (PUR) |  |
| 2 de agosto de 2019 10:30 | Relatório | Placar por quarto: 19–15, 12–20, 12–19, 14–29             |       |                                                       |  | Coliseo Eduardo Dibos, Lima Árbitros: Jorge Vazquez (PUR) |  |
| 2 de agosto de 2019 10:30 | Relatório | Pts: Quatro jogadores 9 Rbts: Wachsmann 13 Asts: Parodi 5 |       | Pts: Figueroa 16 Rbts: Rojas, Vargas 5 Asts: Solano 9 |  | Coliseo Eduardo Dibos, Lima Árbitros: Jorge Vazquez (PUR) |  |

| 2 de agosto 13:30 | Relatório | México                                                            | 72–64 | Argentina                                       |  | Coliseo Eduardo Dibós, Lima Árbitros: Jorge Vazquez (PUR) |  |
| 2 de agosto 13:30 | Relatório | Placar por quarto: 10–20, 17–15, 24–20, 21–9                      |       |                                                 |  | Coliseo Eduardo Dibós, Lima Árbitros: Jorge Vazquez (PUR) |  |
| 2 de agosto 13:30 | Relatório | Pts: Estrada 18 Rbts: Gutiérrez 8 Asts: Estrada, Machado, Velis 2 |       | Pts: Deck 13 Rbts: Fjellerup 7 Asts: Brussino 3 |  | Coliseo Eduardo Dibós, Lima Árbitros: Jorge Vazquez (PUR) |  |

### Grupo B
| Equipe                       | J | V | D | PF  | PC  | Dif | Pts |
| ---------------------------- | - | - | - | --- | --- | --- | --- |
| PUR Porto Rico               | 3 | 3 | 0 | 261 | 237 | +24 | 6   |
| USA Estados Unidos           | 3 | 2 | 1 | 273 | 224 | +49 | 5   |
| VEN Venezuela                | 3 | 1 | 2 | 204 | 227 | -23 | 4   |
| ISV Ilhas Virgens Americanas | 3 | 0 | 3 | 257 | 307 | -50 | 3   |

| 31 de julho 10:30 | Relatório | Estados Unidos                                   | 119–84 | Ilhas Virgens dos Estados Unidos            |  | Coliseo Eduardo Dibós, Lima Árbitros: Michael Weiland (CAN) |  |
| 31 de julho 10:30 | Relatório | Placar por quarto: 39–23, 17–20, 35–19, 28–22    |        |                                             |  | Coliseo Eduardo Dibós, Lima Árbitros: Michael Weiland (CAN) |  |
| 31 de julho 10:30 | Relatório | Pts: Diallo 20 Rbts: Diallo 11 Asts: Gillespie 3 |        | Pts: Hodge 18 Rbts: Aska 8 Asts: Milligan 8 |  | Coliseo Eduardo Dibós, Lima Árbitros: Michael Weiland (CAN) |  |

| 31 de julho 13:30 | Relatório | Porto Rico                                      | 73–64 | Venezuela                                                     |  | Coliseo Eduardo Dibós, Lima Árbitros: Leandro Lezcano (ARG) |  |
| 31 de julho 13:30 | Relatório | Placar por quarto: 11–12, 15–18, 23–14, 24–20   |       |                                                               |  | Coliseo Eduardo Dibós, Lima Árbitros: Leandro Lezcano (ARG) |  |
| 31 de julho 13:30 | Relatório | Pts: Collier 13 Rbts: Andujar 9 Asts: Collier 4 |       | Pts: Colmenares, Zamora 12 Rbts: Colmenares 13 Asts: Vargas 8 |  | Coliseo Eduardo Dibós, Lima Árbitros: Leandro Lezcano (ARG) |  |

| 1 de agosto 10:30 | Relatório | Porto Rico                                    | 101–89 | Ilhas Virgens dos Estados Unidos         |  | Coliseo Eduardo Dibós, Lima Árbitros: Andréia Silva (BRA) |  |
| 1 de agosto 10:30 | Relatório | Placar por quarto: 33–11, 26–16, 18–27, 24–35 |        |                                          |  | Coliseo Eduardo Dibós, Lima Árbitros: Andréia Silva (BRA) |  |
| 1 de agosto 10:30 | Relatório | Pts: Sosa 25 Rbts: Andujar 8 Asts: Collier 3  |        | Pts: Hodge 27 Rbts: Aska 9 Asts: Hodge 5 |  | Coliseo Eduardo Dibós, Lima Árbitros: Andréia Silva (BRA) |  |

| 1 de agosto 21:00 | Relatório | Venezuela                                                    | 53–70 | Estados Unidos                                  |  | Coliseo Eduardo Dibós, Lima Árbitros: Cristiano Maranho (BRA) |  |
| 1 de agosto 21:00 | Relatório | Placar por quarto: 13–20, 16–14, 8–16, 16–20                 |       |                                                 |  | Coliseo Eduardo Dibós, Lima Árbitros: Cristiano Maranho (BRA) |  |
| 1 de agosto 21:00 | Relatório | Pts: Colmenares 16 Rbts: Vargas 9 Asts: Colmenares, Vargas 2 |       | Pts: Powell 30 Rbts: Gillespie 7 Asts: Diallo 3 |  | Coliseo Eduardo Dibós, Lima Árbitros: Cristiano Maranho (BRA) |  |

| 2 de agosto 18:00 | Relatório | Ilhas Virgens dos Estados Unidos                     | 84–87 | Venezuela                                      |  | Coliseo Eduardo Dibós, Lima Árbitros: Michael Weiland (CAN) |  |
| 2 de agosto 18:00 | Relatório | Placar por quarto: 19–19, 29–20, 15–24, 21–24        |       |                                                |  | Coliseo Eduardo Dibós, Lima Árbitros: Michael Weiland (CAN) |  |
| 2 de agosto 18:00 | Relatório | Pts: Milligan 22 Rbts: three players 7 Asts: Hodge 3 |       | Pts: Zamora 19 Rbts: Carrera 11 Asts: Vargas 4 |  | Coliseo Eduardo Dibós, Lima Árbitros: Michael Weiland (CAN) |  |

| 2 de agosto 21:00 | Relatório | Porto Rico                                      | 87–84 | Estados Unidos                                         |  | Coliseo Eduardo Dibós, Lima Árbitros: Cristiano Maranho (BRA) |  |
| 2 de agosto 21:00 | Relatório | Placar por quarto: 27–38, 19–19, 18–15, 23–12   |       |                                                        |  | Coliseo Eduardo Dibós, Lima Árbitros: Cristiano Maranho (BRA) |  |
| 2 de agosto 21:00 | Relatório | Pts: Collier 23 Rbts: Collier 10 Asts: Gandía 4 |       | Pts: Samuels 17 Rbts: Cale 5 Asts: Gillespie, Powell 2 |  | Coliseo Eduardo Dibós, Lima Árbitros: Cristiano Maranho (BRA) |  |

## Fase final
|  | Semifinais           | Semifinais          |    |                      | Final               | Final |  |
|  |                      |                     |    |                      |                     |       |  |
|  | 3 de agosto – 18:00  |                     |    |                      |                     |       |  |
|  | Porto Rico           | 65                  |    |                      |                     |       |  |
|  | República Dominicana | 63                  |    |                      |                     |       |  |
|  |                      |                     |    |                      |                     |       |  |
|  |                      |                     |    |                      | 4 de agosto – 21:00 |       |  |
|  |                      |                     |    |                      | Porto Rico          | 66    |  |
|  |                      | Argentina           | 84 |                      |                     |       |  |
|  |                      |                     |    |                      |                     |       |  |
|  |                      |                     |    |                      |                     |       |  |
|  |                      |                     |    |                      | 3º lugar            |       |  |
|  | 3 de agosto – 21:00  | 3 de agosto – 21:00 |    | 4 de agosto – 18:00  | 4 de agosto – 18:00 |       |  |
|  | Argentina            | 114                 |    | República Dominicana | 83                  |       |  |
|  | Estados Unidos       | 75                  |    |                      | Estados Unidos      | 92    |  |

### Semifinais
| 3 de agosto 18:00 | Relatório | Porto Rico                                       | 65–63 | República Dominicana                                        |  | Coliseo Eduardo Dibós, Lima Árbitros: Leandro Lezcano (ARG) |  |
| 3 de agosto 18:00 | Relatório | Placar por quarto: 13–18, 21–8, 15–14, 16–23     |       |                                                             |  | Coliseo Eduardo Dibós, Lima Árbitros: Leandro Lezcano (ARG) |  |
| 3 de agosto 18:00 | Relatório | Pts: Sosa 13 Rbts: Andujar, Reese 7 Asts: Soto 3 |       | Pts: Suero, Vargas 15 Rbts: Rojas, Vargas 7 Asts: Montero 2 |  | Coliseo Eduardo Dibós, Lima Árbitros: Leandro Lezcano (ARG) |  |

| 3 de agosto 21:00 | Relatório | Argentina                                      | 114–75 | Estados Unidos                                |  | Coliseo Eduardo Dibós, Lima Árbitros: Cristiano Maranho (BRA) |  |
| 3 de agosto 21:00 | Relatório | Placar por quarto: 29–18, 32–18, 30–20, 23–19  |        |                                               |  | Coliseo Eduardo Dibós, Lima Árbitros: Cristiano Maranho (BRA) |  |
| 3 de agosto 21:00 | Relatório | Pts: Deck 23 Rbts: Brussino 8 Asts: Campazzo 5 |        | Pts: Duke 16 Rbts: Reeves 6 Asts: Gillespie 5 |  | Coliseo Eduardo Dibós, Lima Árbitros: Cristiano Maranho (BRA) |  |

### Disputa pelo sétimo lugar
| 3 de agosto 10:30 | Relatório | Ilhas Virgens dos Estados Unidos                | 81–92 | México                                                    |  | Coliseo Eduardo Dibós, Lima Árbitros: Luis Vazquez (PUR) |  |
| 3 de agosto 10:30 | Relatório | Placar por quarto: 13–26, 11–28, 31–12, 26–26   |       |                                                           |  | Coliseo Eduardo Dibós, Lima Árbitros: Luis Vazquez (PUR) |  |
| 3 de agosto 10:30 | Relatório | Pts: Hodge 25 Rbts: Perry-Murray 5 Asts: Aska 3 |       | Pts: Camacho 18 Rbts: Gutiérrez 9 Asts: Cinco jogadores 5 |  | Coliseo Eduardo Dibós, Lima Árbitros: Luis Vazquez (PUR) |  |

### Disputa pelo quinto lugar
| 3 de agosto 13:30 | Relatório | Venezuela                                        | 78–68 | Uruguai                                        |  | Coliseo Eduardo Dibós, Lima Árbitros: Jorge Vazquez (PUR) |  |
| 3 de agosto 13:30 | Relatório | Placar por quarto: 19–25, 17–12, 23–22, 19–9     |       |                                                |  | Coliseo Eduardo Dibós, Lima Árbitros: Jorge Vazquez (PUR) |  |
| 3 de agosto 13:30 | Relatório | Pts: Zamora 15 Rbts: Graterol 7 Asts: Guillent 3 |       | Pts: Rojas 17 Rbts: Wachsmann 7 Asts: Parodi 3 |  | Coliseo Eduardo Dibós, Lima Árbitros: Jorge Vazquez (PUR) |  |

### Disputa pelo bronze
| 4 de agosto 18:00 | Relatório | República Dominicana                           | 83–92 | Estados Unidos                                  |  | Coliseo Eduardo Dibós, Lima Árbitros: Leandro Lezcano (ARG) |  |
| 4 de agosto 18:00 | Relatório | Placar por quarto: 20–20, 18–16, 27–24, 18–32  |       |                                                 |  | Coliseo Eduardo Dibós, Lima Árbitros: Leandro Lezcano (ARG) |  |
| 4 de agosto 18:00 | Relatório | Pts: Solano 26 Rbts: Montero 9 Asts: De León 4 |       | Pts: Diallo 23 Rbts: Groselle 10 Asts: Diallo 3 |  | Coliseo Eduardo Dibós, Lima Árbitros: Leandro Lezcano (ARG) |  |

### Disputa pelo ouro
| 4 de agosto 21:00 | Relatório | Porto Rico                                    | 66–84 | Argentina                                     |  | Coliseo Eduardo Dibós, Lima Árbitros: Cristiano Maranho (BRA) |  |
| 4 de agosto 21:00 | Relatório | Placar por quarto: 18–27, 12–13, 20–20, 16–24 |       |                                               |  | Coliseo Eduardo Dibós, Lima Árbitros: Cristiano Maranho (BRA) |  |
| 4 de agosto 21:00 | Relatório | Pts: Collier 19 Rbts: Collier 12 Asts: Soto 3 |       | Pts: Scola 28 Rbts: Scola 9 Asts: Campazzo 12 |  | Coliseo Eduardo Dibós, Lima Árbitros: Cristiano Maranho (BRA) |  |

## Classificação final
| Pos.              | Equipe                       | Campanha | Campanha | Campanha |
| Pos.              | Equipe                       | V        | D        |          |
| ----------------- | ---------------------------- | -------- | -------- | -------- |
| Medalha de ouro   | ARG Argentina                | 4        | 1        |          |
| Medalha de prata  | PUR Porto Rico               | 4        | 1        |          |
| Medalha de bronze | USA Estados Unidos           | 3        | 2        |          |
| 4                 | DOM República Dominicana     | 2        | 3        |          |
| 5                 | VEN Venezuela                | 2        | 2        |          |
| 6                 | URU Uruguai                  | 1        | 3        |          |
| 7                 | MEX México                   | 2        | 2        |          |
| 8                 | ISV Ilhas Virgens Americanas | 0        | 4        |          |